# Kimika (テレビ番組制作会社)
株式会社kimika（キミカ）は、東京都港区のテレビ番組制作会社。
主にバラエティ番組の企画・制作を行う。

## 主要スタッフ
プロデューサー
- 森亜希子

演出
- 白井秀知
- 亀山剛志

## 主な制作番組

### レギュラー番組
- アイ・アム・冒険少年（TBS　2020年5月25日 - 2024年3月4日）
- Let's!美バディ（TBS　2020年9月28日 - 2022年9月29日）
- ソクラテスのため息〜滝沢カレンのわかるまで教えてください〜（テレビ東京　2020年4月 - 2020年9月23日）
- チコちゃんに叱られる!（NHK総合　2022年10月 -）
- 超無敵クラス（日本テレビ　2020年11月15日-)
- オオカミ少年（TBS　2021年4月16日 -）
- マツコの知らない世界（TBS　2021年9月21日 -）
- 私のバカせまい史（フジテレビ　2023年4月20日 -）
- 全力挑戦!すとぷりnoりみっと -苺学園放送部-（TBS　2024年5月7日 -）
- Golden SixTONES（日本テレビ　2025年4月6日-）

### 単発・特別番組
- こちら!押収ブツ係（TBS　2020年8月30日）
- 出動!謎ときヒーロー（TBS　2022年1月18日）
- 24時間テレビ 愛は地球を救う45（日本テレビ系　2022年8月27 - 2022年8月28日）
- サンバリュ ゴタクを並べてワッハッハ（日本テレビ　2023年1月29日、8月28日）
- ドッキリアワード（TBS　2024年1月7日）
- 土曜プレミアム 芸能界ウケたから残して映像GP（フジテレビ　2024年1月27日）
- サンバリュ 続々〜ゾクゾク〜（日本テレビ 2024年5月26日、6月2日）
- 土曜プレミアム 芸能界ウケ宝映像グランプリ（フジテレビ　2025年4月26日）
- サンバリュ エース・周杜のちゃんとやれるかな?（日本テレビ　2025年5月18日）